# Révolution asturienne
Révolution de 1934
La révolution asturienne est une insurrection qui éclata en 1934, à l’instigation des forces socialistes asturiennes, qui voulaient l’abolition du système républicain instauré par la constitution de 1931 et son remplacement par un gouvernement socialiste. Ce fut un fait important dans le processus révolutionnaire survenu en Espagne en 1934. Elle aboutit à la création de l'éphémère République socialiste asturienne.

## Contexte politique
Depuis le début des années 1930, de fortes tensions politiques existent en Espagne, entre d'un côté la gauche républicaine et socialiste et de l'autre la droite monarchiste et conservatrice. Un gouvernement socialiste mis en place en 1931 peine à mener ses réformes, face à une crise économique importante. Le 4 octobre 1934 marque l'entrée dans le gouvernement républicain de la Confederación española de derechas autónomas (CEDA)  (Confédération espagnole des droites autonomes). Créé en février 1933, ce mouvement réunit des forces politiques hostiles à la République et favorables aux régimes fascistes d’Allemagne et d’Italie. En réaction, et comme cela avait été annoncé, de multiples grèves ont lieu dans plusieurs régions. 
Dans les Asturies, la Confédération nationale du travail était plus encline à la formation d'alliances ouvrières que dans les autres provinces d'Espagne. Ainsi, la CNT avait signé un pacte en mars avec l'Union générale des travailleurs avec lequel la Fédération socialiste asturienne, représentante du Parti socialiste ouvrier espagnol dans la province, était d'accord. Par la suite, de nouveaux partis socialistes se sont unis à l'Alliance, appelée Union des frères prolétaires, symbolisé par le slogan et acronyme UHP (Uníos Hermanos Proletarios), comme le Parti communiste espagnol, le Bloc ouvrier et paysan ou les Forces socialistes unies.
Les mouvements politiques dans la province des Asturies s'accompagnent de grandes grèves insurrectionnelles notamment d'une grève des mineurs de charbon, très suivie. Les mineurs, travailleurs des gisements de charbon et colonne vertébrale de l'économie des Asturies, disposaient d'armes et de dynamite.

## République des ouvriers et des paysans
Le 5 octobre 1934, une République des ouvriers et des paysans est proclamée dans la ville d'Oviedo par le comité révolutionnaire, composé des différentes forces de l'Alliance ouvrière, qui avait appuyé et préparé la révolution. Trois jours plus tard, toutes les Asturies étaient gouvernées par les mineurs.  Une Armée rouge, composée de 30 000 travailleurs, est créée pour assurer la défense des insurgés. La République des ouvriers et des paysans est dirigée par un comité révolutionnaire, présidé successivement par Ramón González Peña, Teodomiro Menéndez et enfin Belarmino Tomás, président du Parti socialiste ouvrier espagnol.
La République des ouvriers et des paysans donne la terre aux paysans, confisque les usines, juge ses ennemis dans des tribunaux révolutionnaires.

## Répression

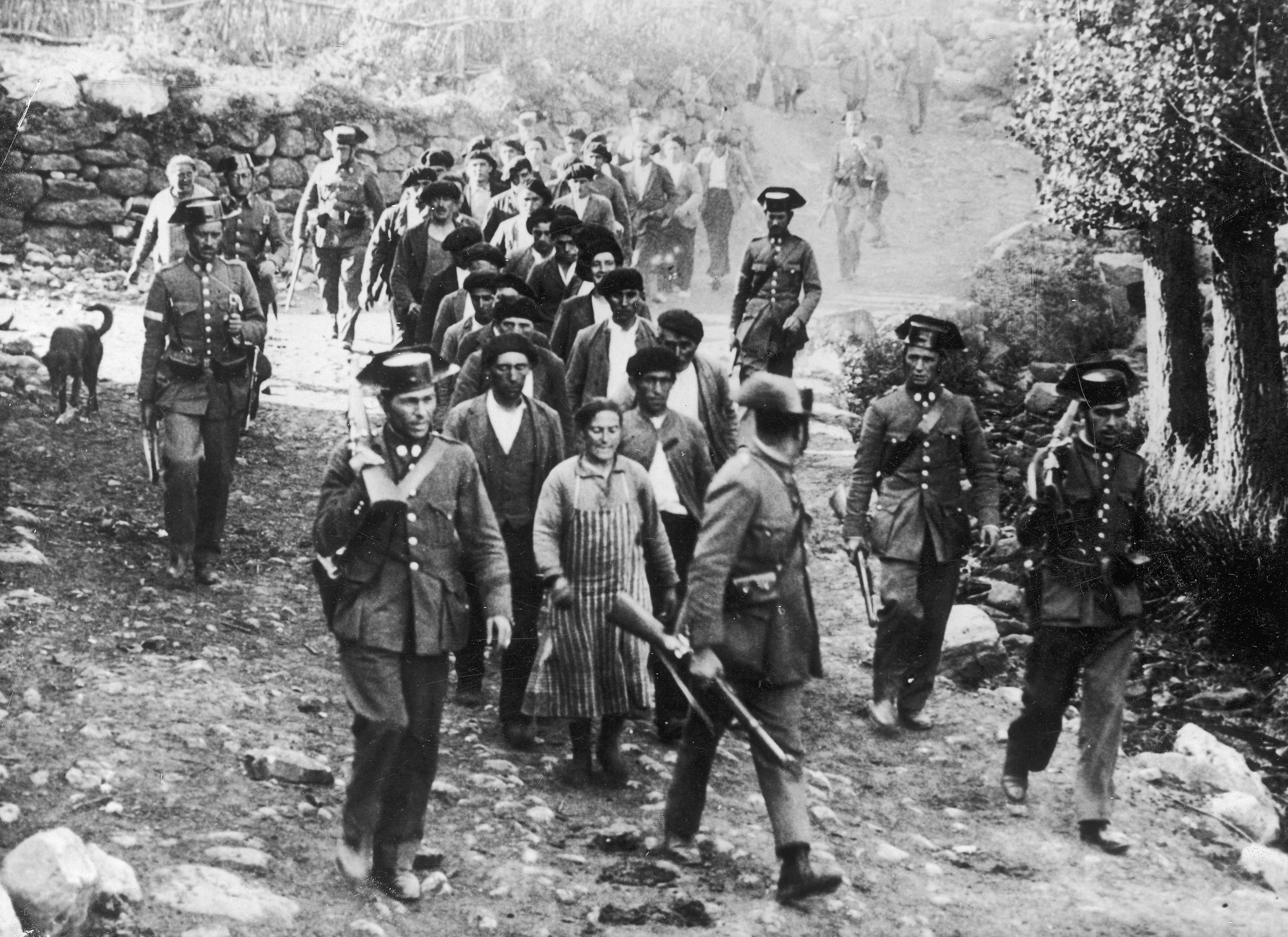
Une colonne de la Garde civile conduit des mineurs captifs, Brañosera, le 8 octobre 1934.

Une armée de 40 000 hommes, commandée par le général de division Franco, est envoyée par la République espagnole pour réprimer la révolte. Elle est formée de soldats de la Légion étrangère et de troupes arabes du Maroc. Au bout d’une quinzaine de jours, l'armée asturienne doit se rendre, faute de munitions. La répression fait 3 000 morts (dont la plupart après la reddition), 7 000 blessés et 30 000 emprisonnés.

## Retombées

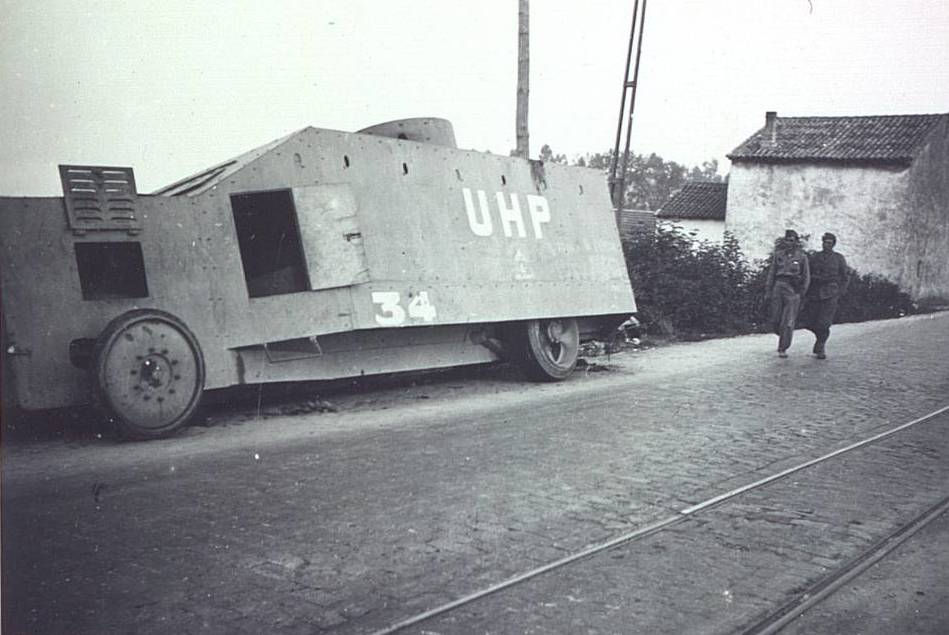
Un char républicain de la guerre civile portant les initiales « UHP ».

Cette insurrection aura un impact fort en Espagne, et inspirera le gouvernement de Front populaire élu en 1936. À l'étranger, le mouvement marque également les esprits, notamment en France. Il est ainsi souvent mis en parallèle avec la commune de Paris. Il inspire également une pièce de théâtre, Révolte dans les Asturies, sous-titré Essai de création collective, écrite collectivement par Albert Camus, Jeanne-Paule Sicard, Bourgeois et Poignant, en 1935 et publiée en 1936 par Edmond Charlot.